# Acer tataricum
Acer tataricum, el arce de Tartaria, es una especie botánica de arce, originaria del centro y el sureste de Europa y suroeste de Asia, desde Austria al este al suroeste de Rusia y el Cáucaso, y al sur a Turquía. La especie recibe el nombre por los pueblos tártaros del sur de Rusia.

## Descripción

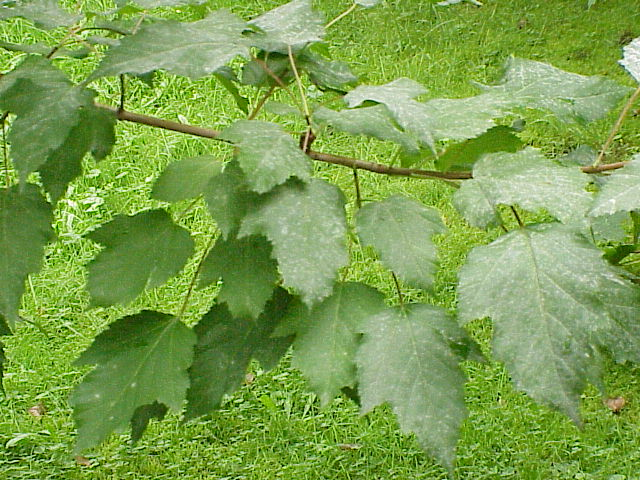
Follaje.

Vista del árbol.

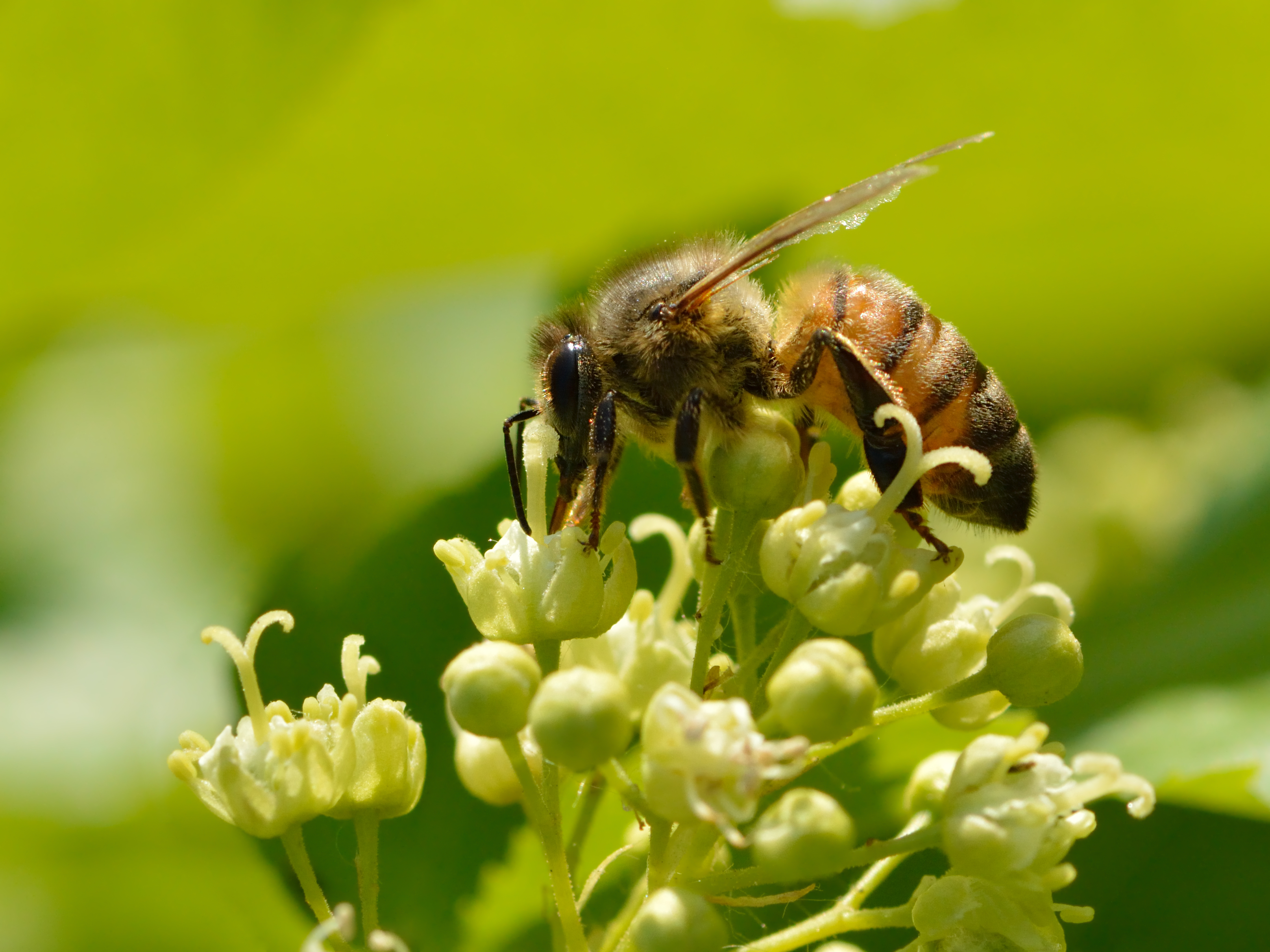
Flores.

Es un arbusto caducifolio o pequeño árbol que crece hasta 4-12 m de alto, con un tronco corto de hasta 20-50 cm de diámetro y ramas delgadas. La corteza es delgada, parda clara, y suave al principio pero luego se va fisurando superficialmente en las plantas antiguas. Las hojas son opuestas y simples de forma ovada, 4,5-10 cm de largo y 3-7 cm de ancho, sin lóbulos o con tres o cinco lóbulos pequeños, y verde por encima; el borde de la hoja está dentada irregularmente; el pecíolo de la hoja es delgada, a menudo tintada de rosa, de 2-5 cm de largo. Las flores son de verde blancuzco, 5-8 mm de diámetro, producido en panículas que se expanden en primavera conforme las hojas se abren. El fruto es una sámara rojiza pareada, 10-12 mm de largo con un ala de 2-3 cm, madurando a finales del verano hasta principios de otoño.
Está emparentado con Acer ginnala (Arce de Manchuria) del noreste de Asia; está tratado como una subespecie del Acer tataricum subsp. ginnala por algunos botánicos. Difieren marcadamente en las hojas profundamente lobuladas y brillantes de A. ginnala, en comparación con las hojas no lobuladas, o con lóbulos poco marcados, de A. tataricum.

## Usos
Acer tataricum es cultivado ocasionalmente como una planta ornamental en los jardines de toda Europa y también en Norteamérica. En Rusia, es valioso como cinturón protector de las granjas. Se naturaliza localmente en el este de Norteamérica.

## Taxonomía
Acer tataricum fue descrita por Carlos Linneo y publicado en Species Plantarum 2: 1054, en el año 1753.
Etimología
Acer: nombre genérico que procede del latín ǎcěr, -ĕris = (afilado), referido a las puntas características de las hojas o a la dureza de la madera que, supuestamente, se utilizaría para fabricar lanzas. Ya citado en, entre otros, Plinio el Viejo, 16, XXVI/XXVII, refiriéndose a unas cuantas especies de Arce.
tataricum: epíteto geográfico que alude a su localización en Tartaria.
Variedades aceptadas
- Acer tataricum subsp. aidzuense (Franch.) P.C.DeJong
- Acer tataricum subsp. ginnala (Maxim.) Wesm.
- Acer tataricum subsp. semenovii (Regel & Herder) A.E.Murray
- Acer tataricum subsp. theiferum (W.P.Fang) Y.S.Chen & P.C.de Jong

Sinonimia
- Acer cordifolium Moench
- Euacer tataricum (L.) Opiz[8]